# Église Saint-Pierre de Caumont
Pour les articles homonymes, voir Église Saint-Pierre.
L'église Saint-Pierre est une église située à Caumont, dans le département de Aisne en France. 

## Description
Le bâtiment est en forme de croix latine et est composé notamment d'une nef et de deux collatéraux [1].

## Localisation
L'église est située sur la commune de Caumont. Il s'agit de l'ancienne église Saint-Pierre, située rue de l'ancienne église et entourée de son cimetière. La nouvelle église Saint-Pierre de Caumont, non classée, se situe rue du Catelet. 

## Historique
Le monument est inscrit au titre des monuments historiques en 1975.